# Blommersia variabilis
Blommersia variabilis is een kikker uit de familie gouden kikkers (Mantellidae). De soort werd voor het eerst wetenschappelijk beschreven door Maciej Pabijan, Philip-Sebastian Gehring, Jörn Köhler, Frank Glaw en Miguel Vences in 2011. De soort behoort tot het geslacht Blommersia.
De kikker is endemisch in Madagaskar. De soort komt voor in het noordoosten van het eiland.